# 김진욱 (축구 선수)
김진욱(한국 한자: 金鎭旭, 1997년 3월 6일 ~ )은 대한민국의 축구 선수이다. 포지션은 공격수이다.